# Mark Rylance

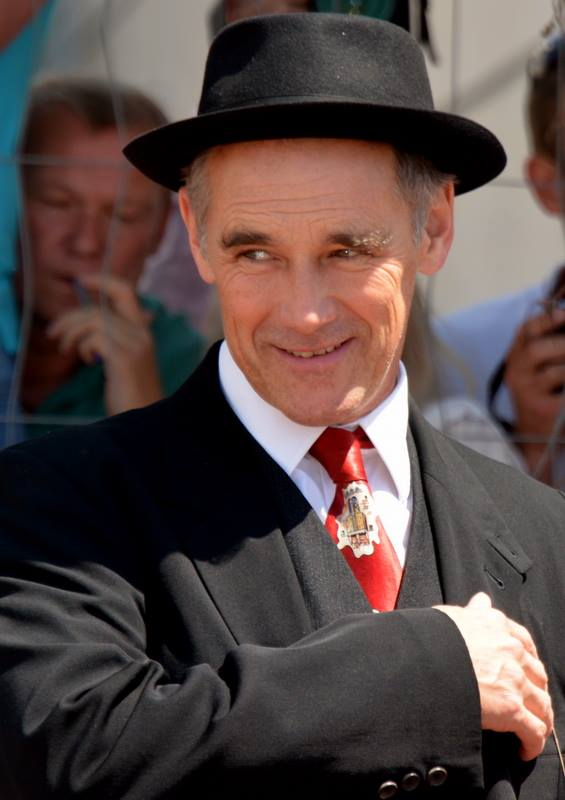
Rylance en el Festival de Cannes de 2016

David Mark Rylance Waters (Ashford, Kent, 18 de enero de 1960) es un actor, director de teatro y dramaturgo inglés. Egresado de la Royal Academy of Dramatic Art, comenzó su carrera en 1980 en el Citizens Theatre de Glasgow y luego en la Royal Shakespeare Company, de la que fue miembro hasta 1989. Fue director artístico del Shakespeare's Globe entre 1995 y 2005.
Ha trabajado en teatros británicos y de Estados Unidos, tanto del West End y Broadway como del circuito alternativo. En cine participó, entre otras, en Prospero's Books, de Peter Greenaway, Intimidad, de Patrice Chéreau y Bridge of Spies, The BFG y Ready Player One, de Steven Spielberg.
Recibió, entre otros premios, dos Olivier, tres BAFTA, dos Tonys y un Óscar a Mejor actor de reparto. Fue, además, ordenado Knight Bachelor en 2016.

## Biografía
David Mark Rylance Waters nació en la ciudad inglesa de Ashford el 18 de enero de 1960. Se crio en Estados Unidos, donde se había mudado su familia cuando él tenía dos años. Vivió primero en Connecticut y, a partir de los nueve años, en Milwaukee. Tiene dos hermanos menores, Jonathan y Susannah Waters, cantante de ópera y novelista.
A fines de 1977, audicionó en Nueva York frente a Hugh Cruttwell, rector de la Royal Academy of Dramatic Art. Regresó a Inglaterra al año siguiente para estudiar en RADA y en la Chrysalis Theatre School. Eligió como apellido el segundo nombre de su abuelo paterno, porque ya había alguien con su nombre registrado en el sindicato de actores (Equity).
Desde 1989 está casado con la compositora y directora Claire van Kampen, a quien conoció mientras trabajaban en el National Theatre en 1987, y con quien vive en el sur de Londres. Es padrastro de las dos hijas de un matrimonio anterior de ella, Nataacha van Kampen (que murió en 2012) y la actriz Juliet Rylance.
Como pacifista, Rylance es miembro de la organización Peace Direct, que fomenta la resolución pacífica de conflictos, y del grupo británico Stop the War, fundado como oposición a la guerra contra el terrorismo. Desde 2010, es también embajador de Survival International, ONG dedicada a los derechos de los pueblos originarios.
En 2016, fue ordenado Knight Bachelor.
En junio de 2019, después de treinta años como artista asociado de la Royal Shakespeare Company, renunció a esa posición debido al patrocinio de la empresa petrolera BP.

## Carrera

### Primeros trabajos
Su primer trabajo profesional fue en 1980 en Don Juan en el Citizens Theatre de Glasgow. A esta obra le siguieron Eastward Ho!, de Ben Jonson, La guerra, de Goldoni, y Desperado Corner, donde compartió elenco con Gary Oldman y Ciarán Hinds. En 1982 pasó a integrar la Royal Shakespeare Company, con la que debutó en Arden de Faversham. Ese año, también interpretó a Ariel en La tempestad, junto al Próspero de Derek Jacobi. Participó además en La fierecilla domada  y Lear, de Edward Bond, entre otras, y en 1983 protagonizó Peter Pan, dirigido por John Caird y Trevor Nunn. Se alejó de la RSC al año siguiente, en desacuerdo con la manera verticalista de concebir el proceso teatral.
Con la idea de "explorar otras vías de comunicar a Shakespeare", en 1984 fundó, junto a otros seis actores, la compañía London Theatre of Imagination, cuyo postulado principal era trabajar sin un director. Presentaron, entre otras obras, Otelo en 1985 y Mucho ruido y pocas nueces al año siguiente. Este grupo fue el origen de otra compañía, Phoebus Cart, que formó en 1990 con van Kampen.
En 1986, fue Puck en la versión operística de Sueño de una noche de verano, de Benjamin Britten, en la Royal Opera House y coprotagonizó el telefilm The McGuffin, parte del programa Screen Two, emitido por BBC2. En 1987, hizo su primer trabajo en cine, un personaje menor en Hearts of Fire, de Richard Marquand. Audicionó también para El imperio del sol, de Steven Spielberg, pero finalmente rechazó el papel porque prefirió trabajar con el director Mike Alfreds, a quien considera una de sus influencias más importantes. Juntos, hicieron The Wandering Jew (adaptación de El judío errante, de Eugène Sue) y Le smanie per la villeggiatura, de Goldoni, ambas en el National Theatre.
Regresó a la Royal Shakespeare Company en 1988 para protagonizar Hamlet. Dirigida por Ron Daniels, la obra se estrenó en gira y, en 1989, se presentó en el Royal Shakespeare Theatre de Stratford-upon-Avon y en el Barbican de Londres, para continuar en distintos teatros británicos y de Estados Unidos los siguientes dos años. A sugerencia de Rylance, en 1989 una de las funciones se realizó en el hospital psiquiátrico Broadmoor en Crowthorne. Ese año también protagonizó Romeo y Julieta, con dirección de Terry Hands.
En 1991, emprendió con Phoebus Cart una gira al aire libre de La tempestad, que protagonizó y dirigió. Se presentaron en el castillo de Corfe, en el círculo megalítico de Rollright y en el sitio de construcción del Shakespeare's Globe, todos lugares a los que Rylance, interesado en el misticismo, consideraba puntos de confluencia de líneas ley. En cine, interpretó a Ferdinand en Prospero's Books, versión de La tempestad dirigida por Peter Greenaway, y coprotagonizó el telefilm The Grass Arena, trabajo por el que recibió un premio BBC Radio Times. Al año siguiente, participó en una puesta de La gaviota, de Chejov, hecha por el American Repertory Theater de Massachusetts.
En 1993, interpretó a Benedick en Mucho ruido y pocas nueces, dirigida por Matthew Warchus en el Greenwich Theatre del West End londinense. Por su trabajo, ganó un Laurence Olivier a Mejor Actor. En televisión, protagonizó Love Lies Bleeding, telefim escrito por el norirlandés Ronan Bennett y dirigido por Michael Winterbottom, que se emitió dentro de Screenplay, de BBC2, e interpretó a William Blake en In Lambeth. En 1994, realizó el doble papel de los hermanos Austin y Lee en El verdadero Oeste, de Sam Shepard, en Leeds y Londres y fue Touchstone en un montaje de Como gustéis a cargo del Theatre for a New Audience de Nueva York.
La siguiente producción de Phoebus Cart, Macbeth, se estrenó en el Greenwich Theatre en septiembre de 1995, con Rylance y Jane Horrocks en los papeles protagónicos. Para poder costear el proyecto, Rylance y van Kaampen tuvieron que hipotecar su departamento.

### Shakespeare's Globe
En 1991, se unió a la junta directiva del Shakespeare's Globe, teatro del que fue director artístico entre 1995 y 2005.
Para abrir la temporada de 1996 (llamada Prologue Season), eligió Los dos hidalgos de Verona porque su principal interés era "establecer la relación entre actores y público" y, al ser una obra menos conocida, la gente se acercaría "sin preconceptos". El director Frank Shepherd hizo una puesta contemporánea, con un elenco multiétnico integrado por británicos y estadounidenses y Rylance en el papel de Proteo. La obra estuvo en cartel entre el 21 de agosto y el 15 de septiembre y, a principios del año siguiente, fue llevada al teatro New Victory de Nueva York.
El Shakespeare's Globe se inauguró finalmente en junio de 1997 con una puesta contemporánea de Cuento de invierno y un Enrique V ambientado en la época isabelina, con un elenco íntegramente masculino encabezado por Rylance y dirigido por Richard Olivier (hijo de Laurence). Rylance también fue el señor Allwitt en Una casta doncella de Cheapside, de Thomas Middleton. Sus siguientes trabajos, en 1998, fueron los papeles de Basanio en El mercader de Venecia, también dirigida por Olivier, aunque con un elenco mixto, y el de Hippolito en La puta honesta, de Middleton y Thomas Dekker.
Para la temporada 1999, llamada Roman Season, se presentaron dos nuevas producciones integradas únicamente por hombres: Julio César, primera tragedia shakespereana montada en el Globe y única obra que Rylance dirigió durante su estadía en ese teatro, y Antonio y Cleopatra, en la que Rylance asumió el protagónico femenino. Al año siguiente, volvió a interpretar a Hamlet, dirigido por Giles Block con la colaboración de Olivier.

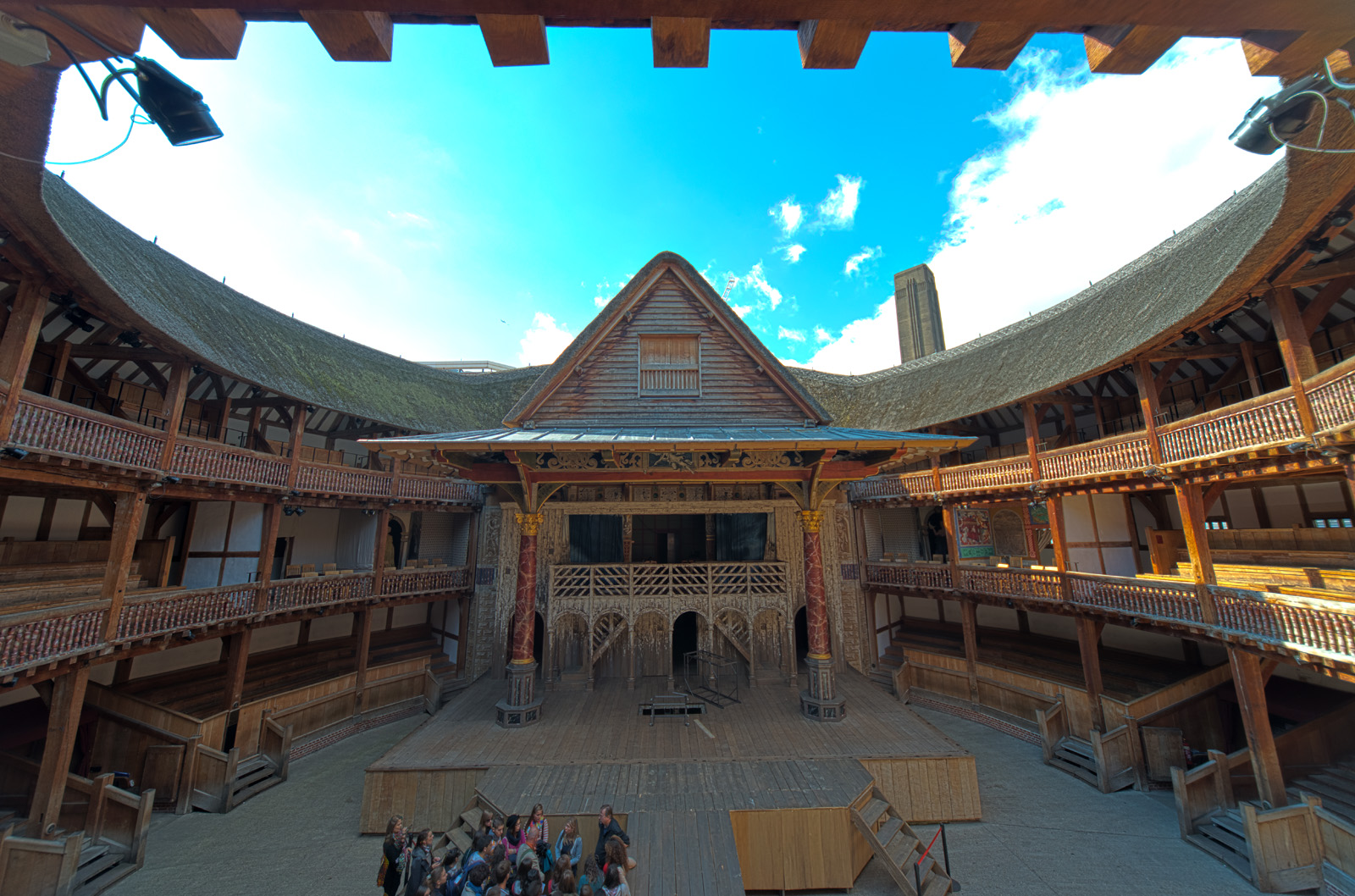
Interior del Shakespeare's Globe

Rylance convocó a Mike Alfreds para dirigir Cimbelino en 2001 y Sueño de una noche de verano en 2002, porque lo consideraba alguien que hacía foco en el "juego entre actores y público" y tomaba elementos de las escuelas de Philippe Gaulier y Jacques Lecoq. Participó en la primera obra, en los papeles de Póstumo, Cloten y Cornelio, tanto en el Globe como en la reposición en la Brooklyn Academy of Music al año siguiente.
En 2002, interpretó a Lucio en The Golden Ass, adaptación de Peter Oswald de El asno de oro de Apuleyo, y a Olivia en Noche de reyes. La obra, con un elenco masculino, abrió en Middle Temple para conmemorar el 400 aniversario de su estreno allí y se repuso después, con algunos cambios, en el Globe. Por su papel de Olivia, que compuso a partir de una mezcla de modales isabelinos y la técnica onnagata del teatro Kabuki japonés, recibió el premio JC Trewin a mejor interpretación shakespereana que otorga la organización The Critics' Circle. Le entregaron, además, un Evening Standard Theatre Special Award por la programación de la temporada 2002.
En 2003, fue Ricardo II en la obra homónima, que se presentó también en Middle Temple. A fines de ese año, comenzó a trabajar con el lingüista David Crystal para montar obras en inglés moderno temprano, idea ya planteada por el historiador de teatro Andrew Gurr (consejero académico del Globe) en su conferencia de 1995 "Within This Wooden O". La primera puesta hablada en un lenguaje similar al de la época shakespereana fueron algunas funciones de Romeo y Julieta en 2004, a las que siguieron seis funciones de Troilo y Crésida en 2005.
En 2004, interpretó a Vicencio, duque de Viena, en Medida por medida. Eligió La tempestad para su última temporada, en 2005. La puesta, dirigida por Tim Carroll, se redujo a tres actores, acompañados por tres bailarinas. Rylance se reservó el papel de Próspero, mientras que Edward Hogg y Alex Hassell interpretaron, respectivamente, a Ariel y Miranda y a Calibán, Ferdinando y Gonzalo. Trabajó también en The Storm, obra de Oswald basada en Rudens de Plauto.
Bajo la dirección de Rylance, se produjeron treinta y ocho obras, tanto shakespereanas como de otros autores (isabelinos y contemporáneos), siempre durante el verano. Seis de ellas contaron con un elenco íntegramente masculino (Enrique V, Julio César, Antonio y Cleopatra, Ricardo II y Eduardo II) y tres fueron representadas solo por mujeres (Ricardo III, La fierecilla domada y Mucho ruido y pocas nueces). Rylance es el único actor que interpretó papeles protagónicos en todas las temporadas de esa década. A pesar de que las críticas a las puestas fueron, por lo general, desfavorables, el teatro probó ser un éxito entre el público y una enorme atracción turística.
Durante su década a cargo del Globe, Rylance trabajó en tres películas, Institute Benjamenta, de los hermanos Quay, Ángeles e insectos, de Philip Haas, e Intimidad, de Patrice Chéreau, quien lo llamó después de verlo en el papel de Cleopatra. En televisión, participó en otra entrega de Screen Two, Loving, adaptación de la novela homónima de Henry Green, personificó a Leonardo Da Vinci en el documental de la BBC Leonardo: The Man Who Wanted to Know Everything e interpretó al científico David Kelly en The Government Inspector, telefilm escrito y dirigido por Peter Kosminsky. Por este último trabajo, recibió un Bafta TV a Mejor Actor. También, en el año 2000, interpretó a Henry en Tres versiones de la vida, de Yasmina Reza,  en el National Theatre.
Por su labor en el Globe, en 2007 Rylance recibió, junto con van Kampen y la vestuarista y escenógrafa Jenny Tiramani, el premio Sam Wanamaker.
A pesar de su larga trayectoria como actor shakespereano, Rylance es de quienes cuestionan que Shakespeare haya escrito las obras que se le atribuyen. Escribió una comedia sobre el tema, I Am Shakespeare, que protagonizó y dirigió en septiembre de 2007 en el marco del Festival de Teatro de Chichester. En la última función presentó, junto a Derek Jacobi, la llamada "Declaration of Reasonable Doubt" (Declaración de duda razonable), una página web que tiene por objetivo recolectar firmas para que la cuestión shakespereana sea considerado un tema académico y, por lo tanto, enseñado en escuelas y universidades. El documento propone como posibles autores del corpus shakespereano a Christopher Marlowe, Francis Bacon, Edward de Vere y Mary Sidney.
Rylance no explicó los motivos de su renuncia en 2005, pero sí lo hizo tres años más tarde en una entrevista con The New Yorker. El actor dijo que, entre los desacuerdos con la junta directiva del teatro, estaban su posición fuertemente contraria a la guerra de Irak y su cuestionamiento a la autoría de Shakespeare, aunque aclaró que nunca había llevado esos temas a las obras en las que había actuado o dirigido.

### 2006-presente
En 2007, volvió a trabajar con Warchus en la comedia Boeing-Boeing junto a Frances de la Tour y Roger Allam en el Comedy Theatre y, en 2008, con otro elenco en el Longacre Theatre de Broadway. Por su papel de Robert, fue nominado a otro premio Olivier y recibió un Tony a Mejor Actor.

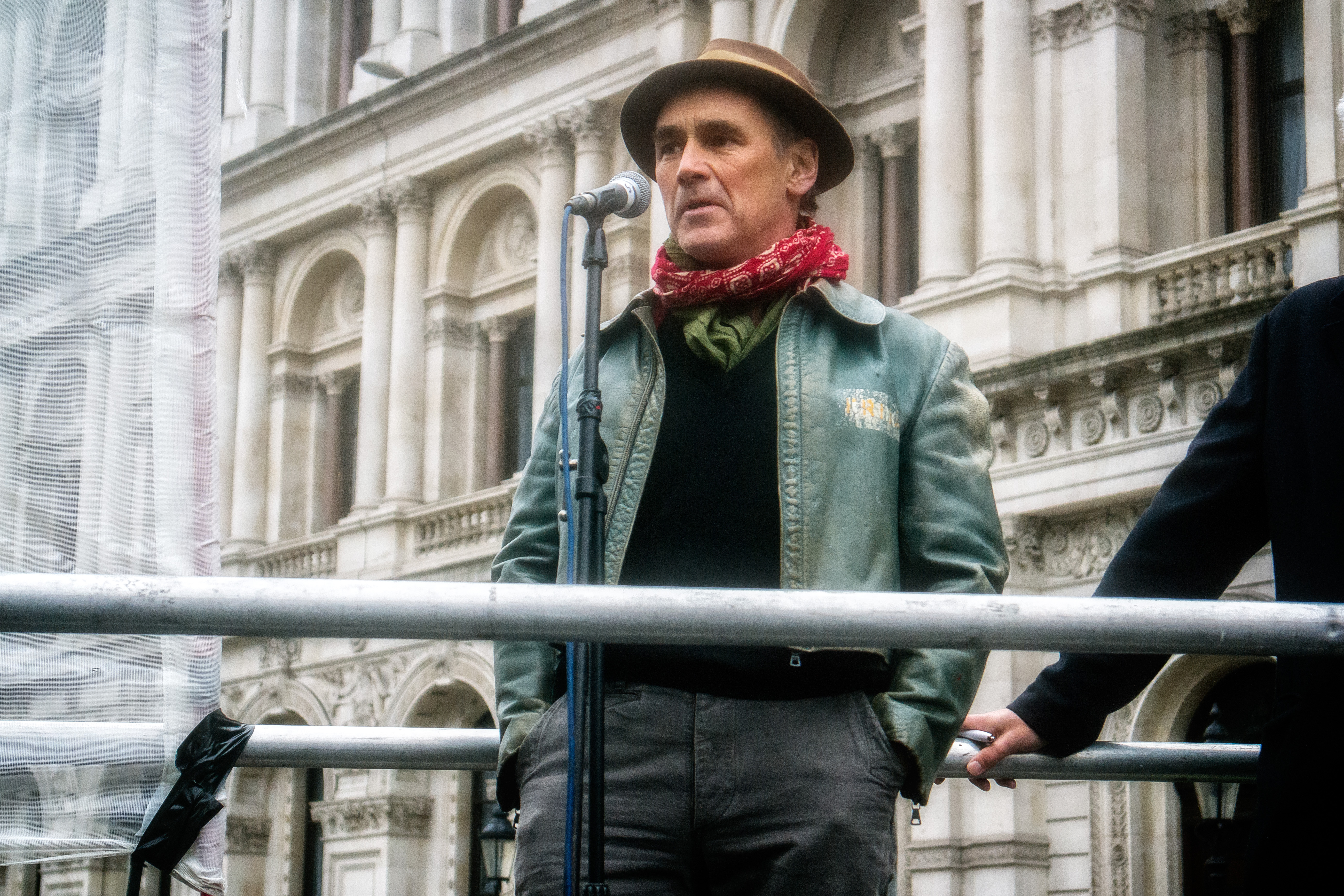
Rylance en 2015, durante una manifestación organizada por la Stop the War Coalition

En 2008, interpretó a Tomás Bolena en The Other Boleyn Girl, película de Justin Chadwick basada en la novela homónima de Philippa Gregory. Al año siguiente, protagonizó Jerusalem, de Jez Butterworth, en el Royal Court Theatre, trabajo por el que ganó otro Olivier a Mejor Actor y un Evening Standard y el premio que otorga The Critics' Circle en la misma categoría. Ese mismo año, Simon McBurney, director de Complicité, lo convocó para interpretar a Hamm en Final de partida, de Samuel Beckett. La obra se estrenó en octubre en el Duchess Theatre. En 2010, nuevamente con dirección de Warchus, fue el protagonista de La Bête, comedia en versos pareados del estadounidense David Hirson. Tras su estreno en el Comedy Theatre de Londres, la obra se transfirió al Music Box Theatre de Broadway. Rylance también interpretó al actor Henry Condell en Anonymous, película de Roland Emmerich que aborda la teoría oxfordiana sobre la autoría de las obras de Shakespeare. Trabajó también en Blitz, en el papel de un policía próximo a retirarse.
Regresó al Shakespeare's Globe en julio de 2012, para interpretar nuevamente a Olivia en Noche de reyes y protagonizar Ricardo III. Ambas obras, con elenco masculino y dirigidas por Tim Carroll, pasaron en noviembre al teatro Apollo del West End y se estrenaron en Broadway al año siguiente.
En 2013, dirigió a James Earl Jones y Vanessa Redgrave en Mucho ruido y pocas nueces en el Old Vic. Además, estrenó en el Guthrie Theater de Minneapolis Nice Fish, comedia absurdista que coescribió con el poeta estadounidense Louis Jenkins. Protagonizada por Rylance y codirigida por él y van Kampen, la obra se repuso en el St. Ann's Warehouse de Nueva York en febrero de 2016 y, en noviembre de ese año, en el Harold Pinter Theatre de Londres. Interpretó también a un ornitólogo en Days and Nights, película del estadounidense Christian Camargo basada en La gaviota de Chejov.
En 2014, le puso voz a Flop en la serie de dibujos animados para niños Bing. El siguiente año, interpretó a Fernando V en Farinelli and the King, ópera prima como dramaturga de van Kampen. La obra, que narra la relación entre el rey español y el castrato Farinelli, se estrenó en el Sam Wanamaker Playhouse (perteneciente al Shakespeare's Globe) y se trasladó poco después al Duke of York's Theatre. En televisión, Rylance fue Thomas Cromwell en Wolf Hall, serie basada en dos novelas de Hilary Mantel. Recibió por su trabajo un Bafta a Mejor Actor. Bajo la dirección de Pierre Morel, participó también en la película The Gunman.
Repuso Farinelli and the King en el Belasco Theatre de Broadway entre diciembre de 2017 y marzo de 2018. En cine, participó en Dunkerque, de Christopher Nolan.
En 2018, con dirección de van Kampen, fue Yago en Otello, protagonizada por André Holland.
En 2019, interpretó a Leontes en una escena de Cuento de invierno y el monólogo inicial de Ricardo III en la celebración de un nuevo aniversario del nacimiento de Shakespeare, organizada por el Globe en la Abadía de Westminster. Fue, además, el magistrado en la versión cinematográfica de Esperando a los bárbaros, de J. M. Coetzee, dirigida por el colombiano Ciro Guerra. En televisión, protagonizó uno de los capítulos de My Grandparents War, documental de Channel 4 que sigue a distintas personas públicas mientras investigan sobre la participación de sus abuelos en la Segunda Guerra Mundial.
En 2020, interpretó al abogado William Kunstler en El juicio de los 7 de Chicago, película escrita y dirigida por Aaron Sorkin que narra el juicio de los Chicago Seven, grupo opositor a la guerra de Vietman. Al año siguiente, fue Peter Ishelwell, un empresario de telecomunicaciones, en Don't Look Up, película de Adam McKay. También protagonizó The Phantom of the Open, película de Craig Roberts sobre Maurice Flitcroft, un golfista aficionado con la peor marca en un open británico.
En 2022 protagonizó el drama criminal El sastre de la mafia, debut directorial del escritor y guionista Graham Moore, e Inland, de Fridtjof Ryder y participó en Bones and All, de Luca Guadagnino.

## Trabajos

### Teatro
| Año                                         | Compañía                        | Obra                           | Personaje                              | Director                                 | Teatro                                          |
| ------------------------------------------- | ------------------------------- | ------------------------------ | -------------------------------------- | ---------------------------------------- | ----------------------------------------------- |
| 1980                                        | Citizens Theatre Company        | Don Juan                       |                                        | Philip Prowser                           | Citizens Theatre (Glasgow)                      |
| 1980                                        | Citizens Theatre Company        | Don Juan                       | Paul Unwin                             | Roundhouse                               |                                                 |
| 1981                                        | Citizens Theatre Company        | Eastward Ho!                   |                                        |                                          |                                                 |
| 1981                                        | Citizens Theatre Company        | La guerra                      |                                        | Robert David MacDonald                   | Teatro Goldoni (Venecia)                        |
| 1981                                        | Citizens Theatre Company        | Desperado Corner               |                                        | Di Trevis                                | Citizens Theatre                                |
| 1982                                        | RSC                             | Arden de Faversham             | Michael                                | Terry Hands                              | The Other Place (Stratford-upon-Avon)           |
| 1982                                        | RSC                             | Lear                           | Hijo del sepulturero Trabajador muerto | Barry Kyle                               | The Other Place                                 |
| 1982                                        | RSC                             | La tempestad                   | Ariel                                  | Ron Daniels                              | Royal Shakespeare Theatre (Stratford-upon-Avon) |
| 1982                                        | RSC                             | La fierecilla domada           | Lucencio                               | Barry Kyle                               | Royal Shakespeare Theatre                       |
| 1982                                        | RSC                             | Astonish Me                    | Dargelos/Nijinsky                      | Pete Postlethwaite                       | The Other Place                                 |
| 1983                                        | RSC                             | The Roaring Girl               | Jack Dapper                            | Barry Kyle                               | Royal Shakespeare Theatre                       |
| 1983                                        | RSC                             | La fierecilla domada           | Lucencio                               | Barry Kyle                               | Theatre Royal (Newcastle-upon-Tyne)             |
| 1983                                        | RSC                             | La tempestad                   | Ariel                                  | Ron Daniels                              | Theatre Royal                                   |
| 1983                                        | RSC                             | Arden de Faversham             | Michael                                | Terry Hands                              | Gulbenkian Studio (Newcastle-upon-Tyne)         |
| 1983                                        | RSC                             | Lear                           | Hijo del sepulturero Trabajador muerto | Barry Kyle                               | Gulbenkian Studio                               |
| 1983                                        | RSC                             | The Roaring Girl               | Jack Dapper                            | Barry Kyle                               | Barbican Theatre                                |
| 1983                                        | RSC                             | La fierecilla domada           | Lucencio                               | Barry Kyle                               | Barbican Theatre                                |
| 1983                                        | RSC                             | Lear                           |                                        |                                          | The Pit                                         |
| 1983                                        | RSC                             | Tartufo                        | Damis                                  | Bill Alexander                           | The Pit                                         |
| 1983                                        | RSC                             | Arden de Faversham             |                                        |                                          | The Pit                                         |
| 1983                                        | RSC                             | La tempestad                   | Ariel                                  | Ron Daniels                              | Barbican Theatre                                |
| 1983                                        | RSC                             | Peter Pan                      | Peter Pan                              | John Caird/Trevor Nunn                   | Barbican Theatre                                |
| 1984                                        | RSC                             | Lear                           |                                        |                                          | Gira                                            |
| 1986                                        |                                 | Sueño de una noche de verano   | Puck                                   | Christopher Renshaw                      | Royal Opera House                               |
| 1987                                        |                                 | The Wandering Jew              | Príncipe Djalma/Agricola Baudoin       | Mike Alfreds                             | National Theatre                                |
| 1987                                        |                                 | Le smanie per la villeggiatura | Leonardo                               | Mike Alfreds                             | National Theatre                                |
| 1988                                        | RSC                             | Hamlet                         | Hamlet                                 |                                          | Gira                                            |
| 1989                                        | RSC                             | Romeo y Julieta                | Romeo                                  | Terry Hands                              | Swan Theatre (Stratford-upon-Avon)              |
| 1989                                        | RSC                             | Hamlet                         | Hamlet                                 | Ron Daniels                              | Royal Shakespeare Theatre                       |
| 1989                                        | RSC                             | Hamlet                         | Hamlet                                 | Ron Daniels                              | Gira                                            |
| 1989                                        | RSC                             | Hamlet                         | Hamlet                                 | Ron Daniels                              | Barbican Theatre                                |
| 1990                                        | RSC                             | Romeo y Julieta                | Romeo                                  |                                          | The Pit                                         |
| 1991                                        | Phoebus Cart                    | La tempestad                   | Próspero                               |                                          | Gira                                            |
| 1992                                        |                                 | La gaviota                     | Konstantin                             | Ron Daniels                              | American Repertory Theater (Massachusetts)      |
| 1993                                        |                                 | Mucho ruido y pocas nueces     | Benedick                               | Matthew Warchus                          | Greenwich Theatre                               |
| 1994                                        |                                 | El verdadero Oeste             | Austin/Lee                             | Matthew Warchus                          | West Yorkshire Playhouse                        |
| 1994                                        | Donmar Warehouse                | El verdadero Oeste             | Austin/Lee                             | Matthew Warchus                          |                                                 |
| 1995                                        | Phoebus Cart                    | Macbeth                        | Macbeth                                |                                          | Greenwich Theatre                               |
| 1996 Prologue Season                        |                                 | Los dos hidalgos de Verona     | Proteo                                 | Frank Shepherd                           | Shakespeare's Globe                             |
| 1997 Opening Season                         | Enrique V                       | Enrique V                      | Richard Olivier                        |                                          | Shakespeare's Globe                             |
| 1997 Opening Season                         | Una casta doncella de Cheapside | Señor Allwitt                  | Malcolm McKay                          |                                          | Shakespeare's Globe                             |
| 1998 Season of Justice and Mercy            | El mercader de Venecia          | Basanio                        | Richard Olivier                        |                                          | Shakespeare's Globe                             |
| 1998 Season of Justice and Mercy            | La puta honesta                 | Hippolito                      | Jack Shepherd                          |                                          | Shakespeare's Globe                             |
| 1999 Anniversary Season/Roman Season        | Antonio y Cleopatra             | Cleopatra                      | Giles Block                            |                                          | Shakespeare's Globe                             |
| 2000 Hercules Season                        | Hamlet                          | Hamlet                         | Giles Block                            |                                          | Shakespeare's Globe                             |
| 2000                                        |                                 | Tres versiones de la vida      | Henry                                  |                                          | National Theatre                                |
| 2001 Celtic Season                          |                                 | Cimbelino                      | Póstumo/Cloten/Cornelio                | Mike Alfreds                             | Shakespeare's Globe                             |
| 2002 Season of Cupid & Psyche               | Noche de reyes                  | Olivia                         | Tim Carroll                            |                                          | Shakespeare's Globe                             |
| 2002 Season of Cupid & Psyche               | The Golden Ass                  | Lucio                          | Tim Carroll                            |                                          | Shakespeare's Globe                             |
| 2002 Season of Cupid & Psyche               | Cimbelino                       | Póstumo/Cloten/Cornelio        | Mike Alfreds                           | Harvey Theatre Brooklyn Academy of Music |                                                 |
| 2003 Season of Regime Change                | Ricardo II                      | Ricardo II                     | Tim Carroll                            | Shakespeare's Globe                      |                                                 |
| 2004 Season of Star-Crossed Lovers          | Medida por medida               | Vicencio, duque de Viena       | John Dove                              | Shakespeare's Globe                      |                                                 |
| 2005 Season of the World and the Underworld | La tempestad                    | Próspero                       | Tim Carroll                            | Shakespeare's Globe                      |                                                 |
| 2005 Season of the World and the Underworld | The Storm                       |                                | Tim Carroll                            | Shakespeare's Globe                      |                                                 |
| 2007                                        |                                 | Boeing-Boeing                  | Robert                                 |                                          | Comedy Theatre                                  |
| 2007                                        |                                 | I Am Shakespeare               |                                        |                                          | Minerva Theatre (Chichester)                    |
| 2008                                        |                                 | Peer Gynt                      |                                        |                                          | Guthrie Theater (Minneapolis)                   |
| 2008                                        |                                 | Boeing-Boeing                  | Robert                                 |                                          | Longacre Theatre                                |
| 2009                                        |                                 | Jerusalem                      | Johnny Byron                           | Ian Rickson                              | Royal Court Theatre                             |
| 2009                                        |                                 | Final de partida               | Hamm                                   | Simon McBurney                           | Duchess Theatre                                 |
| 2010                                        |                                 | La Bête                        | Valere                                 | Matthew Warchus                          | Comedy Theatre                                  |
| 2010                                        | Music Box Theatre (Nueva York)  | La Bête                        | Valere                                 | Matthew Warchus                          |                                                 |
| 2012                                        |                                 | Noche de reyes Ricardo III     | Olivia Ricardo III                     | Tim Carroll                              | Shakespeare's Globe                             |
| 2012                                        | Apollo                          | Noche de reyes Ricardo III     | Olivia Ricardo III                     | Tim Carroll                              |                                                 |
| 2013                                        |                                 | Noche de reyes Ricardo III     | Olivia Ricardo III                     | Tim Carroll                              | Belasco Theater (Nueva York)                    |
| 2013                                        |                                 | Nice Fish                      | Ron                                    | Rylance/Claire van Kampen                | Guthrie Theater                                 |
| 2015                                        |                                 | Farinelli and the King         | Fernando V                             |                                          | Sam Wanamaker Playhouse                         |
| 2016                                        |                                 | Nice Fish                      | Ron                                    |                                          | St. Ann's Warehouse (Nueva York)                |
| 2016                                        | Harold Pinter Theatre           | Nice Fish                      | Ron                                    |                                          |                                                 |
| 2017                                        |                                 | Farinelli and the King         | Fernando V                             |                                          | Belasco Theater                                 |
| 2018                                        |                                 | Otello                         | Yago                                   | Claire van Kampen                        | Shakespeare's Globe                             |

### Cine
| Año  | Película                      | Papel             | Director          |
| ---- | ----------------------------- | ----------------- | ----------------- |
| 1987 | Hearts of Fire                | Fizz              | Richard Marquand  |
| 1991 | Prospero's Books              | Ferdinand         | Peter Greenaway   |
| 1995 | Institute Benjamenta          | Jakob von Gunten  | Hermanos Quay     |
| 1995 | Ángeles e insectos            | William Adamson   | Philip Haas       |
| 2001 | Intimacy                      | Jay               | Patrice Chéreau   |
| 2008 | The Other Boleyn Girl         | Tomás Bolena      | Justin Chadwick   |
| 2011 | Blitz                         | Bruce Roberts     | Elliott Lester    |
| 2011 | Anonymous                     | Henry Condell     | Roland Emmerich   |
| 2013 | Days and Nights               | Stephen           | Christian Camargo |
| 2015 | The Gunman                    | Cox               | Pierre Morel      |
| 2015 | Bridge of Spies               | Rudolf Abel       | Steven Spielberg  |
| 2016 | The BFG                       | The BFG           | Steven Spielberg  |
| 2017 | Dunkerque                     | Señor Dawson      | Christopher Nolan |
| 2018 | Ready Player One              | James Halliday    | Steven Spielberg  |
| 2019 | Waiting for the Barbarians    | El magistrado     | Ciro Guerra       |
| 2020 | El juicio de los 7 de Chicago | William Kunstler  | Aaron Sorkin      |
| 2021 | Don't Look Up                 | Peter Isherwell   | Adam McKay        |
| 2021 | The Phantom of the Open       | Maurice Flitcroft | Craig Roberts     |
| 2022 | El sastre de la mafia         | Leonard Burling   | Graham Moore      |
| 2022 | Inland                        | Dunleavy          | Fridtjof Ryder    |
| 2022 | Bones and All                 | Sully             | Luca Guadagnino   |

### Televisión
| Año  | Programa                                                     | Papel             | Director             |
| ---- | ------------------------------------------------------------ | ----------------- | -------------------- |
| 1986 | The McGuffin (Screen Two)                                    | Gavin             | Colin Bucksey        |
| 1991 | The Grass Arena                                              | John Healy        | Gillies MacKinnon    |
| 1993 | Love Lies Bleeding (Screenplay)                              | Conn Ellis        | Michael Winterbottom |
| 1993 | In Lambeth                                                   | William Blake     |                      |
| 1995 | Loving (Screen Two)                                          | Raunce            |                      |
| 2003 | Leonardo: The Man Who Wanted to Know Everything (documental) | Leonardo Da Vinci |                      |
| 2005 | The Government Inspector                                     | David Kelly       | Peter Kosminsky      |
| 2015 | Wolf Hall                                                    | Thomas Cromwell   | Peter Kosminsky      |
| 2019 | My Grandparents War (documental)                             |                   |                      |

## Premios y nominaciones

### Laurence Olivier
| Año  | Categoría              | Trabajo                    | Resultado |
| ---- | ---------------------- | -------------------------- | --------- |
| 1983 | Mejor Actor Secundario | Arden de Faversham         | Nominado  |
| 1994 | Mejor actor            | Mucho ruido y pocas nueces | Ganador   |
| 2003 | Mejor Actor            | Noche de reyes             | Nominado  |
| 2008 | Mejor actor            | Boeing-Boeing              | Nominado  |
| 2010 | Mejor Actor            | Jerusalem                  | Ganador   |
| 2011 | Mejor actor            | La Bête                    | Nominado  |
| 2013 | Mejor actor            | Noche de reyes             | Nominado  |
| 2016 | Mejor actor            | Farinelli and the King     | Nominado  |

### Evening Standard
| Año  | Categoría   | Trabajo   | Resultado |
| ---- | ----------- | --------- | --------- |
| 2009 | Mejor Actor | Jerusalem | Ganador   |

### BAFTA Film
| Año  | Categoría              | Trabajo         | Resultado |
| ---- | ---------------------- | --------------- | --------- |
| 2015 | Mejor actor de reparto | Bridge of Spies | Ganador   |

### Evening Standard
| Año  | Categoría   | Trabajo | Resultado |
| ---- | ----------- | ------- | --------- |
| 2016 | Mejor Actor | The BFG | Nominado  |

### BAFTA TV
| Año  | Categoría                 | Trabajo                  | Resultado |
| ---- | ------------------------- | ------------------------ | --------- |
| 2006 | Mejor actor de televisión | The Government Inspector | Ganador   |
| 2016 | Mejor Actor Protagónico   | Wolf Hall                | Ganador   |

### Critics' Circle
| Año  | Categoría   | Trabajo   | Resultado |
| ---- | ----------- | --------- | --------- |
| 2010 | Mejor Actor | Jerusalem | Ganador   |

### London Critics' Circle Film
| Año  | Categoría              | Trabajo         | Resultado |
| ---- | ---------------------- | --------------- | --------- |
| 2016 | Mejor actor de reparto | Bridge of Spies | Ganador   |

### BBC Radio Times
| Año  | Categoría        | Trabajo         | Resultado |
| ---- | ---------------- | --------------- | --------- |
| 1991 | Actor revelación | The Grass Arena | Ganador   |

### Tony
| Año  | Categoría             | Trabajo                | Resultado |
| ---- | --------------------- | ---------------------- | --------- |
| 2008 | Mejor actor principal | Boeing-Boeing          | Ganador   |
| 2011 | Mejor Actor           | Jerusalem              | Ganador   |
| 2014 | Mejor Actor           | Ricardo III            | Nominado  |
| 2014 | Mejor Actor           | Noche de reyes         | Ganador   |
| 2019 | Mejor Actor           | Farinelli and the King | Nominado  |

### Drama Desk
| Año  | Categoría   | Trabajo       | Resultado |
| ---- | ----------- | ------------- | --------- |
| 2008 | Mejor Actor | Boeing-Boeing | Ganador   |
| 2011 | Mejor Actor | Jerusalem     | Nominado  |

### Oscar
| Año  | Categoría              | Película        | Resultado |
| ---- | ---------------------- | --------------- | --------- |
| 2016 | Mejor actor de reparto | Bridge of Spies | Ganador   |

### Globos de Oro
| Año  | Categoría                           | Trabajo         | Resultado |
| ---- | ----------------------------------- | --------------- | --------- |
| 2015 | Mejor actor - Miniserie o telefilme | Wolf Hall       | Nominado  |
| 2015 | Mejor actor de reparto              | Bridge of Spies | Nominado  |

### Saturno
| Año  | Categoría   | Trabajo | Resultado |
| ---- | ----------- | ------- | --------- |
| 2017 | Mejor Actor | The BFG | Nominado  |

### Sindicato de Actores
| Año  | Categoría                           | Trabajo         | Resultado |
| ---- | ----------------------------------- | --------------- | --------- |
| 2015 | Mejor actor - Miniserie o telefilme | Wolf Hall       | Nominado  |
| 2015 | Mejor actor de reparto              | Bridge of Spies | Nominado  |

### Crítica cinematográfica
| Año  | Categoría              | Película        | Resultado |
| ---- | ---------------------- | --------------- | --------- |
| 2015 | Mejor actor de reparto | Bridge of Spies | Nominado  |

### Satellite
| Año  | Categoría                           | Trabajo   | Resultado |
| ---- | ----------------------------------- | --------- | --------- |
| 2015 | Mejor actor - Miniserie o telefilme | Wolf Hall | Ganador   |

### Primetime Emmy
| Año  | Categoría                           | Trabajo   | Resultado |
| ---- | ----------------------------------- | --------- | --------- |
| 2015 | Mejor actor – Miniserie o telefilme | Wolf Hall | Nominado  |

### New York Film Critics Circle
| Año  | Categoría              | Trabajo         | Resultado |
| ---- | ---------------------- | --------------- | --------- |
| 2015 | Mejor actor de reparto | Bridge of Spies | Ganador   |

### Sant Jordi
| Año  | Categoría                          | Trabajo         | Resultado |
| ---- | ---------------------------------- | --------------- | --------- |
| 2016 | Mejor actor en película extranjera | Bridge of Spies | Ganador   |